# Noëlle van Lottum
Noëlle van Lottum (* 12. Juli 1972 in Hoogland, Niederlande) ist eine ehemalige Tennisspielerin, die für Frankreich spielte. Ihr Bruder John van Lottum war ebenfalls Tennisprofi.

## Karriere
Van Lottum war von 1988 bis 1999 Tennisprofi. Sie gewann auf der WTA Tour je einen Einzel- und einen Doppeltitel, dazu kamen zwei Einzel- und fünf Doppeltitel bei ITF-Turnieren.
Bei den French Open spielte sie 1995 das bisher längste Match in der Geschichte dieses Grand-Slam-Turniers; in vier Stunden und sieben Minuten verlor sie mit 7:63, 5:7 und 2:6 gegen Virginie Buisson. Van Lottum hält darüber hinaus den Rekord für das längste je gespielte Spiel (game) bei einem Damenturnier; beim Match gegen Sandra Begijn während der niederländischen Hallenmeisterschaften 1984 in Ede dauerte ein Spiel 52 Minuten.

## Turniersiege

### Einzel
| Nr. | Datum            | Turnier    | Kategorie   | Belag     | Finalgegnerin    | Ergebnis      |
| --- | ---------------- | ---------- | ----------- | --------- | ---------------- | ------------- |
| 1.  | 9. Februar 1992  | Wellington | WTA Tier V  | Hartplatz | Donna Faber      | 6:4, 6:0      |
| 2.  | 3. November 1996 | Poitiers   | ITF $25.000 | Hartplatz | Amelie Cocheteux | 1:6, 6:3, 6:2 |
| 3.  | 13. Juli 1997    | Puchheim   | ITF $25.000 | Sand      | Viraq Csurgo     | 6:0, 6:2      |

### Doppel
| Nr. | Datum          | Turnier   | Kategorie   | Belag     | Partnerin         | Finalgegnerinnen                     | Ergebnis      |
| --- | -------------- | --------- | ----------- | --------- | ----------------- | ------------------------------------ | ------------- |
| 1.  | 1. Mai 1994    | Tarent    | WTA Tier IV | Sand      | Irina Spîrlea     | Sandra Cecchini Isabelle Demongeot   | 6:3, 2:6, 6:1 |
| 2.  | 13. Juli 1997  | Puchheim  | ITF $25.000 | Sand      | Kirstin Freye     | Maria-Fernanda Landa Seda Noorlander | 6:1, 6:2      |
| 3.  | 15. März 1998  | Biel      | ITF $25.000 | Hartplatz | Kirstin Freye     | Nancy Feber Tina Krizan              | 6:3, 3:6, 7:6 |
| 4.  | 26. April 1998 | Espinho   | ITF $25.000 | Sand      | Kim de Weille     | Kirstin Freye Silke Meier            | 4:6, 6:3, 7:5 |
| 5.  | 19. Juli 1998  | Darmstadt | ITF $25.000 | Sand      | Laurence Courtois | Viraq Csurgo Nora Koves              | 7:5, 6:2      |
| 6.  | 20. Juni 1999  | Grado     | ITF $25.000 | Sand      | Lea Ghirardi      | Flavia Pennetta Tracy Almeda-Singian | 1:6, 6:4, 6:4 |

## Abschneiden bei Grand-Slam-Turnieren

### Einzel
| Turnier         | 1988 | 1989 | 1990 | 1991 | 1992 | 1993 | 1994 | 1995 | 1996 | 1997 | 1998 | 1999 | Karriere |
| --------------- | ---- | ---- | ---- | ---- | ---- | ---- | ---- | ---- | ---- | ---- | ---- | ---- | -------- |
| Australian Open | —    | —    | —    | 1    | 2    | 1    | 1    | 1    | —    | 2    | Q1   | Q1   | 2        |
| French Open     | 2    | —    | 1    | 2    | 2    | 1    | 2    | 1    | —    | 1    | 1    | —    | 2        |
| Wimbledon       | —    | —    | —    | 1    | 1    | 1    | —    | —    | —    | 1    | —    | —    | 1        |
| US Open         | —    | —    | —    | 1    | 3    | 1    | 1    | —    | —    | 1    | —    | —    | 3        |

Zeichenerklärung: S = Turniersieg; F, HF, VF, AF = Einzug ins Finale / Halbfinale / Viertelfinale / Achtelfinale; 1, 2, 3 = Ausscheiden in der 1. / 2. / 3. Hauptrunde; Q1, Q2, Q3 = Ausscheiden in der 1. / 2. / 3. Runde der Qualifikation; n. a. = nicht ausgetragen

### Doppel
| Turnier         | 1988 | 1989 | 1990 | 1991 | 1992 | 1993 | 1994 | 1995 | 1996 | 1997 | 1998 | 1999 | Karriere |
| --------------- | ---- | ---- | ---- | ---- | ---- | ---- | ---- | ---- | ---- | ---- | ---- | ---- | -------- |
| Australian Open | —    | —    | —    | 2    | 2    | 1    | 1    | 1    | —    | 1    | 2    | 2    | 2        |
| French Open     | 2    | 1    | 2    | —    | AF   | 1    | 1    | 1    | —    | 1    | 1    | —    | AF       |
| Wimbledon       | —    | —    | 1    | —    | 2    | 1    | 1    | 1    | —    | 1    | 1    | —    | 2        |
| US Open         | —    | —    | 1    | —    | 1    | 1    | 2    | 1    | —    | 1    | 1    | —    | 2        |

### Mixed
| Turnier         | 1989 | 1990 | 1991 | 1992 | 1993 | 1994 | 1995 | 1996 | 1997 | 1998 | 1999 | Karriere |
| --------------- | ---- | ---- | ---- | ---- | ---- | ---- | ---- | ---- | ---- | ---- | ---- | -------- |
| Australian Open | —    | —    | —    | —    | —    | —    | —    | —    | —    | —    | —    | —        |
| French Open     | 1    | 1    | 1    | 1    | 1    | 1    | —    | —    | 1    | —    | 1    | 1        |
| Wimbledon       | —    | —    | 1    | 2    | —    | 1    | —    | —    | 1    | —    | —    | 2        |
| US Open         | —    | 1    | —    | —    | —    | —    | —    | —    | —    | —    | —    | 1        |